# Domácí adresář
Domácí adresář nebo také domovský adresář (anglicky home directory) je v informatice v prostředí víceuživatelských systémů označení adresáře, ve kterém si uživatel nechává svoje vlastní data (soubory a adresáře).

## Umístění
Umístění domácího adresáře je záležitost konkrétního operačního systému, který obvykle tuto informaci nějakým způsobem poskytuje.

### Unixové systémy
V unixových systémech označuje domácí adresář proměnná prostředí HOME a samotné domácí adresáře jsou obvykle umístěny v adresáři /home/<login>, kde login je přihlašovací jméno uživatele.

### Windows NT
V systémech řady Windows NT označuje domácí adresář proměnná %UserProfile% a domácí adresář je umístěn v různých adresářích podle verze systému. Například ve Windows XP je v adresáři kořen\Documents and Settings\<login>, kde login je přihlašovací jméno uživatele.